# Gustaf Dalén
Nils Gustaf Dalén (ur. 30 listopada 1869 w Stenstorp, gmina Falköping, zm. 9 grudnia 1937 w Lidingö) – szwedzki inżynier wynalazca, laureat Nagrody Nobla w dziedzinie fizyki w roku 1912 „za wynalezienie automatycznych regulatorów do stosowania w połączeniu z zasobnikami gazu do zasilania światłem latarni morskich i pław świetlnych”;  jedyny laureat tej nagrody, który założył grupę przemysłową (Aktiebolaget Gasaccumulator AGA, ang. Gas Accumulator Company; stan na 2021).

## Życiorys

### Dzieciństwo i młodość
Urodził się na farmie rodziców – Johanssonów ze Stenstorp w prowincji Västergötland – jako czwarte z pięciorga dzieci (według innych źródeł – najmłodsze z czworga rodzeństwa). Matka, Lovisa Johansson, zachęcała dzieci do nauki. Przypuszcza się, że z tego powodu syn przyjął jej panieńskie nazwisko – Dalén.
W szkole nie był dobrym uczniem. Zapamiętano przede wszystkim, że chętnie konstruował pomysłowe gadżety. Duże zainteresowanie otoczenia wzbudziło m.in. urządzenie pomagające 13-letniemu chłopcu w porannym wstawaniu z łóżka. Był to stary zegar ścienny, przerobiony na budzik z gongiem i dodatkowym urządzeniem, które 15 minut przed pobudką zapalało lampę naftową, oświetlającą pokój i ogrzewającą dzbanek z kawą na śniadanie.
Gustaf Dalén skończył miejscową szkołę rolniczą. Miał zamiar pozostać w gospodarstwie rodziców. Tam zorganizował sklep ogrodniczy oraz skup nasion i mleka. W roku 1892 skonstruował urządzenie do oceny jakości dostarczanego mleka – tester zawartości tłuszczu. Gustaf de Laval (zob. dysza de Lavala) – znany wynalazca, któremu Dalén zaprezentował to urządzenie w Sztokholmie – stwierdził, że podobne rozwiązanie jest już opatentowane, ale docenił zdolności młodego wynalazcy-samouka i zachęcił go do podjęcia studiów technicznych.
Dalén sprzedał farmę i rozpoczął studia w Wyższej Szkole Technicznej Chalmersa. Uczelnię tę ukończył w 1896, po czym spędził rok w Szwajcarii, kontynuując studia na Politechnice Federalnej w Zurychu (ETH). Jego opiekunem był Aurel Stodola, prawdopodobnie współpracownik de Lavala oraz Adolfa Hurwitza, zajmujący się problemami turbin parowych, a zwłaszcza regulatorami ich prędkości.

### Praca zawodowa
Okres przed rokiem 1912

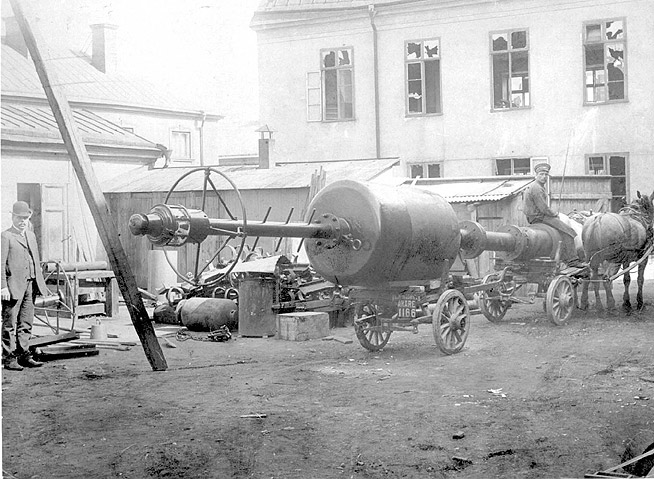
AGA – boja Gustafa Daléna gotowa do dostawy

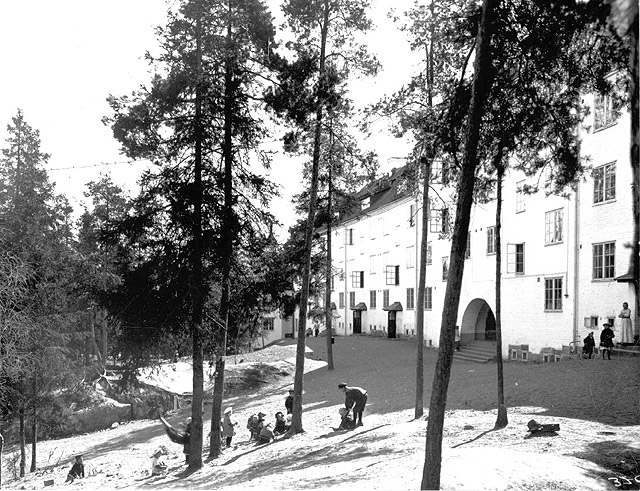
Budynek mieszkalny pracowników firmy AGA w Lidingö (budowa ok. 1914)

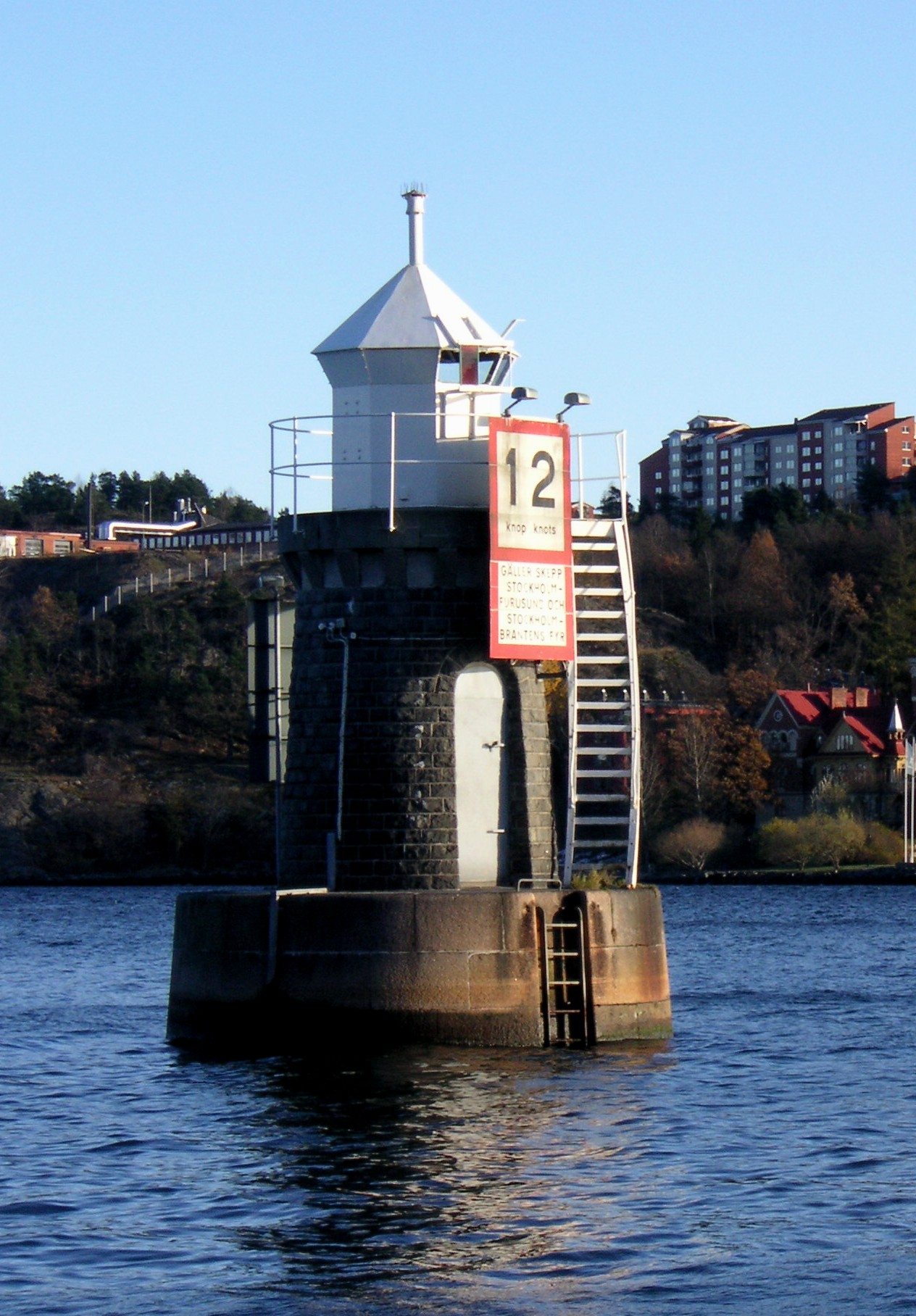
Nabieżnik Daléna przy torze wodnym do Sztokholmu

Po powrocie do Szwecji Gustaf Dalén pracował przez pewien czas w Sztokholmie, jako projektant w firmie de Laval Ångturbin (turbiny parowe de Lavala) ; prowadził też badania i zajmował się doradztwem inżynierskim w Göteborgu. Wspólnie z Henrikiem Celsingiem założył Dalén & Celsing. Wkrótce (1901) został dyrektorem technicznym firmy Svenska Karbid- och Acetylen A.B. (ang. Swedish Carbide and Acetylene, Ltd.), przekształconej w następnych latach w Svenska Aktiebolaget Gasaccumulator (AGA, Swedish Gas Accumulator Ltd.). W roku 1906 objął stanowisko naczelnego inżyniera tej firmy.
Zajmując się wdrażaniem w Szwecji technik wymagających stosowania acetylenu (np. spawanie, oświetlenie) podjął próby zmniejszenia ryzyka wybuchów (w czasie jego produkcji, przechowywania i transportu) oraz zmniejszenia zużycia.
Acetylen przechowywano i transportowano wówczas (od przełomu XIX i XX w.) w butlach ciśnieniowych, w postaci roztworu w acetonie, „acetylen dissous”, co miało na celu ograniczenie niebezpieczeństwa wybuchów. Technologia została opracowana w roku 1896 przez francuskich naukowców, G. Claude’a i Alberta Hessa. Ponieważ fala detonacyjna nie może rozprzestrzeniać się w przewodach o średnicy mniejszej od 1 mm, wynalazcy polecali wypełnianie butli z „acetylen dissous” materiałami porowatymi z kapilarami. Stosowane ówcześnie materiały nie były jednak wystarczająco bezpieczne i trwałe. Gustaf Dalén opracował i wdrożył do produkcji w AGA (1906) materiał nazwany Agamassan. Masę wytwarzano mieszając w odpowiednich urządzeniach granulowaną lub sproszkowaną ziemię okrzemkową lub inny materiał porowaty (np. azbest, wypalona glina, pumeks) z określonymi rodzajami cementu, wypełniającymi przestrzenie między grudkami materiału porowatego (mieszanie pasty do jej utwardzenia). Tak otrzymana masa skutecznie pochłania roztwór acetylenu i jest trwała (zachowuje niezbędną wąskoporowatość w różnych warunkach klimatycznych). Firma zaczęła cieszyć się uznaniem w świecie.
Zmierzając do ograniczenia zużycia acetylenu w lampach gazowych, stosowanych m.in. w latarniach morskich, Dalén wprowadził istotną modyfikację konstrukcji palników (m.in. światło migające) oraz zaprojektował i rozpoczął produkcję (1907) „zaworów słonecznych” (szw. solventil, ang. sun valve, solar valve), automatycznie gaszących światło latarni po wschodzie słońca i zapalających je po zmierzchu. Pierwszy z takich zaworów zainstalowano w latarni Furuholmen, między Sztokholmem i Vaxholm. Zawory nie wymagały innego zasilania poza energią promieniowania słonecznego; były poza tym uważane za niezawodne i nie wymagające konserwacji. Projektem bardzo zainteresował się Thomas Alva Edison (wyrażając swoje zaskoczenie skutecznością prostej konstrukcji), a Urząd Patentowy w Berlinie zażądał pokazu przed zatwierdzeniem patentu.
Solventil otwierał się i zamykał dzięki różnej absorpcji termicznej i różnej rozszerzalności cieplnej dwóch materiałów. Roboczymi elementami były cztery pręty: trzy błyszczące – odbijające światło – pręty metalowe otaczały jeden czarny i matowy. Po świcie pręt wewnętrzny rozszerzał się bardziej od zewnętrznych, co powodowało zamknięcie wylotu gazu (pozostawał zapalony mały płomyk „pilota”). Gdy słońce zachodziło, długość czarnego pręta zmniejszała się, a wypływający gaz zapalał się od płomienia pilota. Wprowadzenie wynalazków pozwoliło zmniejszyć zużycie gazu o 94%.
O uznaniu dla latarni morskich firmy AGA, projektowanych przez Gustafa Daléna, świadczy m.in. zlecenie tej firmie w roku 1911 budowy systemu oświetlenia całego Kanału Panamskiego (kwota 150 tys. dolarów US).
Rok 1912
We wrześniu 1912 roku, w czasie eksperymentów z acetylenem, Gustaf Dalén uległ groźnemu wypadkowi. Jego życie uratowano, jednak stracił wzrok. W związku z tym nie mógł osobiście odebrać Nagrody Nobla w dziedzinie fizyki, którą w tymże roku został wyróżniony

„za wynalezienie automatycznych regulatorów do stosowania w połączeniu z zasobnikami gazu do zasilania światłem latarni morskich i pław świetlnych”

Nagrodę odebrał prof. Albin Dalén, który w czasie uroczystego bankietu (10 grudnia 1912) podziękował Królewskiej Akademii Nauk w imieniu swojego brata mówiąc, że wyróżnienie ułatwi mu zachowanie równowagi po ciężkim wypadku i będzie silną motywacją do dalszej pracy w tej samej dziedzinie.
Wyróżnienia za dokonania praktyczne nie były wcześniej przyznawane (tradycyjnie nagradzano osiągnięcia teoretyczne; zob. lista laureatów), mimo że Alfred Nobel napisał w swoim testamencie, że nagroda w dziedzinie fizyki powinna być przyznawana:

…to the person who shall have made the most important discovery or invention within the field of physics

Nominacja Daléna wyróżniała się spośród wcześniejszych również z innego powodu. Tematem komentarzy, dotyczących Nagrody Nobla z roku 1912, był fakt wycofania przez Komitet Noblowski wcześniejszej decyzji o przyznaniu nagrody Nikoli Tesli i Thomasowi A. Edisonowi. Komitet nie ujawnił – zgodnie z własnymi zasadami – przyczyny tej decyzji. Przypuszczano, że u jej podstaw leżały nieporozumienia, do których doszło między oboma nominowanymi (według części źródeł N. Tesla odmówił przyjęcia nagrody, prawdopodobnie nie chcąc jej dzielić z Edisonem).
Praca po roku 1912

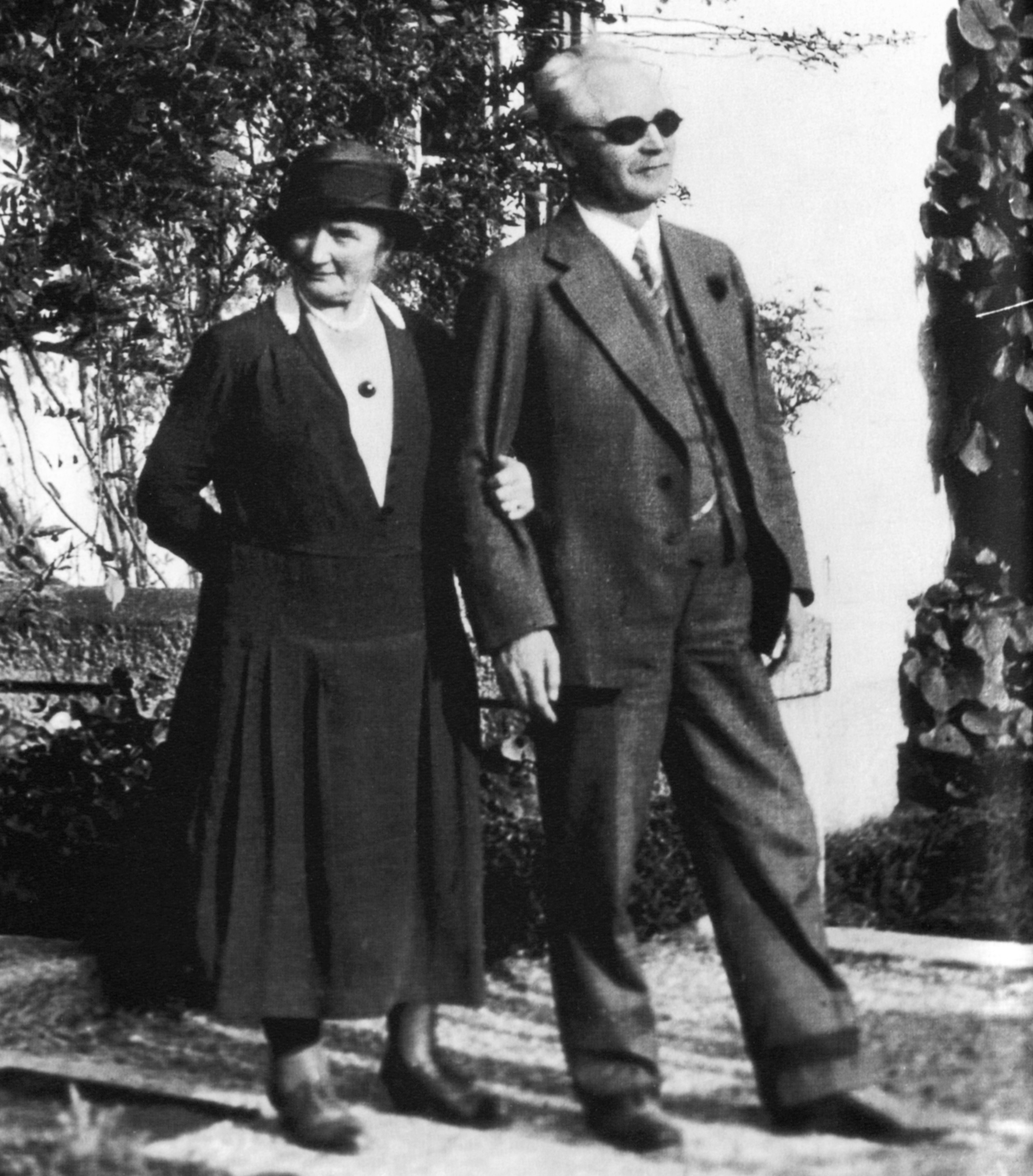
Gustaf i Elma Dalen (1937)

W latach następnych, do roku śmierci (1937), Nils Gustaf Dalén nadal kierował firmą AGA oraz uczestniczył w działalności społecznej, co było możliwe dzięki sile jego optymizmu (do którego wszystkich zachęcał) oraz dzięki pomocy współpracowników i rodziny. Uzyskał też wsparcie ze strony Arvida Lindmana. Dokładał wszelkich starań, aby zapewnić bezpieczeństwo pracownikom firmy, z którymi podzielił się Nagrodą Nobla.
Interesował się wieloma różnymi zagadnieniami technicznymi (uzyskał ok. 100 patentów), m.in.:
- techniką radiową (np. nawigacją radiową) – w AGA wykonano pierwsze doświadczenia w tym zakresie w latach 1915 i 1916,
- techniką cieplną – w latach 1924–1929 Dalén opracował wyjątkowo efektywną kuchenkę węglową, w której zachodziło oszczędne i bezdymne spalanie i która nie wymagała doglądania przez 24 godziny,
- budową głośników,
- budową aparatury medycznej (np. pierwsze w Europie płucoserce, aparatura anestezjologiczna),
- techniką lotniczą – Dalén był w czasie I wojny światowej partnerem Enocha L. Thulina w fabryce samolotów w Landskronie.

W latach 20. AGA uruchomiła produkcję samochodów AGA (fabryki w Berlinie i Landskronie) i pierwszego w Szwecji sprzętu dla filmu dźwiękowego (1929).

## Wyróżnienia i upamiętnienie
Poza Nagrodą Nobla został wyróżniony:
- członkostwem Królewskiej Szwedzkiej Akademii Nauk (1913),
- członkostwem Academy of Science and Engineering (1919),
- tytułem Honorary Doctor Uniwersytetu w Lund (1918).

Otrzymał Morehead Medal od International Acetylene Association. Uczestniczył debatach National Society of Economics. Przez niemal 20 lat był członkiem rady miasta Lidingö.
Dowodami trwałej pamięci są m.in. ekspozycje w Gustaf Dalén Museum w Stenstorp i nadanie nazwy Dalénum obszarowi przemysłowemu w Lidingö. Jednym z eksponatów jest tabliczka z napisem Var Opitimist (Bądź optymistą), które ustawiane były z inicjatywy Daléna na terenie zakładu AGA w czasie poważnych trudności finansowych firmy spowodowanych wielkim kryzysem (kopia tabliczki jest sprzedawana jako pamiątka z muzeum).

## Życie rodzinne
N.G. Dalén ożenił się w 1901 z Elmą Persson. Mieli czworo dzieci: dwóch synów (Gunnar i Anders) i dwie córki. Gunnar Dalén (inżynier) zastąpił ojca na stanowisku dyrektora AGA. Młodszy syn, Anders Dalén, został lekarzem okulistą, profesorem w Instytucie Karolinska.